# Habur Çayı
Pour les articles homonymes, voir Habur.
La rivière Habur Çayı ou Petit Khabur (en arabe : nahr al-ḫābūr, نهر الخابور) est une rivière de Turquie et d'Irak, affluente de la rivière Hezil Çayı, donc sous-affluente du Tigre.

## Géographie
Le Petit Khabur prend sa source dans le district d'Uludere de la province de Şırnak en Turquie où il est formé de la confluence de plusieurs ruisseaux. Il passe en Irak, dans la province de Dahuk, arrose la ville de Zakhu et rejoint dans la rivière Hezil Çayı qui fait la frontière entre la Turquie et l'Irak au voisinage de la ville frontière de Habur puis se jette dans le Tigre au point de rencontre des frontières Irak-Turquie-Syrie.